# Светомир Иванчев
Светомир Тодоров Иванчев е български славист, известен и с превода си на „Приключенията на добрия войник Швейк през Световната война“ на Ярослав Хашек. Професор в Софийския университет, директор на Института за български език при БАН.

## Биография
Светомир Иванчев е роден на 10 юли 1920 г. в семейството на баща българин и майка чехкиня. Завършва класическа гимназия в София през 1940 г. и славянска филология в Софийския университет през 1947 г. Работил е като дипломат, а от 1952 г. заема мястото на асистент в Софийския университет. Специализира във Варшава и Краков като стипендиант на ЮНЕСКО. Избран е за доцент през 1963 г., за професор по славянско езикознание – през 1970 г. Ръководител на Катедрата по славянско езикознание в Софийския университет (1974 – 1990), декан на Факултета по славянски филологии (1966 – 1970), директор на Института за български език при БАН (1976 – 1977). Основател и главен редактор до смъртта си на списание „Contrastive Linguistics/ Съпоставително езикознание“.

## Основни трудове
- Контекстово обусловена ингресивна употреба на глаголите от несвършен вид в чешкия език...: Обусловленное контекстом ингрессивное употребление глаголов несовершенного вида в чешском языке. София, 1962.
- Български римен речник. София, 1967 (в съавторство)
- Проблеми на аспектуалността в славянските езици. София, 1971.
- Приноси в българското и славянското езикознание. София, 1978.

## Преводи
- Ярослав Хашек. Приключенията на храбрия войник Швейк / Приключенията на добрия войник Швейк. Многократно преиздавана.